# Tajemniczy świat świętego Mikołaja
Tajemniczy świat świętego Mikołaja (fr. Le Monde Secret du Père Noël) – francusko-kanadyjski serial animowany z 1997 roku.

## Lista odcinków
- 1. La perle magique du Père Noël
- 2. Les douze travaux du Père Noël
- 3. Les petits génies / Mali geniusze[1]
- 4. Rodolphe a disparu / Zaginięcie Rudolfa[2]
- 5. L'enfant des étoiles
- 6. Un Noël pour Léon
- 7. Un cadeau pour deux / Prezent dla dwojga
- 8. Super lapin
- 9. Porte-bonheur
- 10. Tapis volant / Latający dywan[3]
- 11. Les mémoires du Père Noël / Wspomnienia św. Mikołaja[4]
- 12. La baguette magique
- 13. Le garçon qui voulait redevenir petit
- 14. Le congrès de Noël
- 15. Je veux que les lutins aide le père Noël et la mère Noël
- 16. Histoires de Trolls
- 17. Le Noël de Geignard
- 18. Le retour du Père Noël
- 19. La grande petite fille
- 20. L'ours en peluche
- 21. On a volé Noël
- 22. La révolte des jouets
- 23. Une bouteille à la mer
- 24. Balthazar ne sait pas ce qu'il veut
- 25. La nuit la plus longue / Najdłuższa noc[5]
- 26. Les secrets du Père Noël / Tajemnice św. Mikołaja[6]